# Wiltrud Wessel
Wiltrud Wessel (* 1. April 1934 in München-Schwabing; † 3. Januar 2024) war eine deutsche Politikerin und Gründerin der Private Initiative Hilfe für Polen, die nun „Brücke Bayern–Polen“ heißt.

## Leben
Wessel wurde 1934 in Schwabing geboren und zog 1966 nach Krailling. Dort gründete sie im Jahr 1973 mit ihrem Ehemann den Ortsverband der FDP. Aufgrund der Wirtschaftskrise in Polen ab 1980 beschloss sie, sich für Polen zu engagieren. Dafür gründete sie die private Initiative „Hilfe für Polen“, woraus später „Brücke Bayern–Polen“ wurde. Im Jahr 1981 reiste sie nach Polen unterstützte anschließende dortige Kliniken, Waisenhäuser und weitere soziale Einrichtungen. Über 200 Hilfstransporte fanden nach Polen statt. Zwischen 1990 und 1996 war sie Mitglied im Gemeinderat von Krailling. 1994 gründete sie eine Au-pair-Vermittlung. 1995 wurde sie zur Ehrenbürgerin von Krasnystaw ernannt. Von Krailling wurde ihr die Bürgermedaille verliehen. Sie starb am 3. Januar 2024.

## Ehrungen
- Ehrenbürgerwürde von Posen und Krasnystaw[3]
- 1997: Bürgermedaille Krailling[3]
- 2001: Europamedaille[3]
- 2006: Bayerischer Verdienstorden[6]
- 2011: Verdienstkreuz 1. Klasse der Bundesrepublik Deutschland[7]
- 2014: Preis „Edle Tat“ der polnischen Stiftung „Zacny Uczynek“[8][9]